# Omar Sívori
Pour les articles homonymes, voir Sivori.
Enrique Omar Sívori dit Omar Sívori, né le 2 octobre 1935 à San Nicolás de los Aroyos près de Buenos Aires en Argentine et mort le 17 février 2005 dans la même ville, est un footballeur international argentin puis international italien (oriundo) qui jouait au poste d'avant-centre, avant d'ensuite devenir entraîneur.
Joueur de grande classe aux dribbles redoutables, Sívori était décrit comme « fantasque et lunatique ». Cet attaquant est particulièrement connu pour sa carrière à la Juventus, entre 1957 et 1965, au cours de laquelle il remporte le ballon d'or. Son talent balle au pied lui vaut d'être comparé rétroactivement à son compatriote Diego Maradona.
Sívori a pour particularité d'avoir joué pour deux équipes nationales : il remporte avec l'équipe d'Argentine la Copa América en 1957, avant de venir jouer en Europe et ne plus être sélectionné. Naturalisé italien en 1961, il est sélectionné en équipe d'Italie pour la coupe du monde 1962.

## Biographie

### Joueur

#### Débuts à River Plate
D'origine italienne, sa famille venant de Lavagna en Ligurie (la même ville d'origine que le pape argentin François, qui est un de ses lointains cousins), il est né à San Nicolás de los Arroyos, près de Buenos Aires. Sívori signe à River Plate, un des plus grands clubs du pays, alors qu'il est encore adolescent.
Il y croise les attaquants Ángel Labruna et Félix Loustau, membres de la célèbre équipe de « la maquina ».
Avec les millonarios, il remporte le championnat d'Argentine en 1955, année qui voit River l'emporter sur le terrain de leurs grands rivaux de Boca Juniors (2-1), puis le championnat 1956. Il se révèle véritablement aux yeux du grand public sous les commandes de l'entraîneur italo-argentin de River Renato Cesarini.

#### Juventus
« Ici il faut toujours lutter et quand tout semble perdu, y croire encore, la Juve ne se rend jamais. »

— Omar Sívori

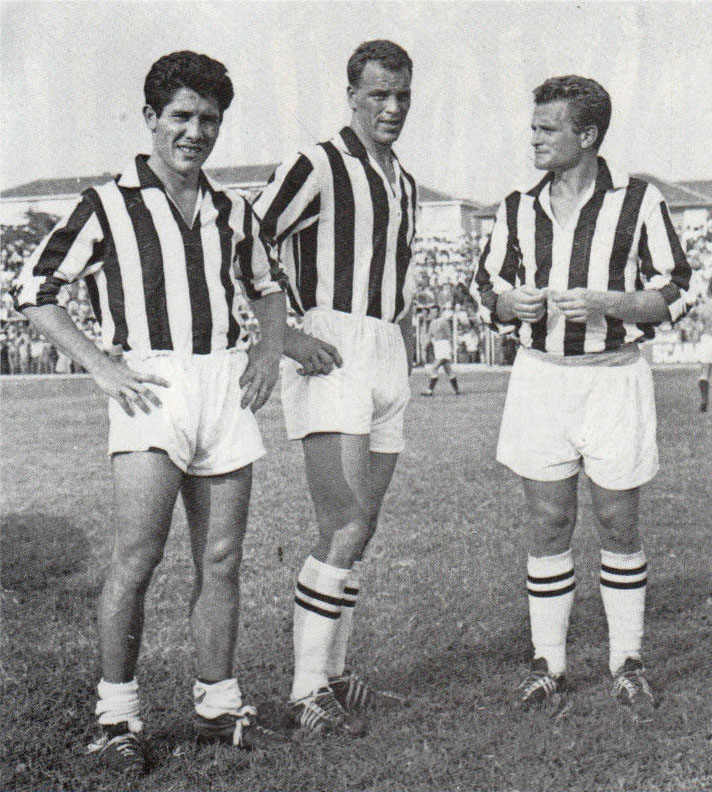
Sívori (à gauche) en compagnie de Charles et Boniperti, formant le célèbre « Trio magique ».

Le club piémontais de la Juventus achète Sívori en 1957 au club argentin du River Plate pour la somme de 160 mille lires (équivalent d'une indemnité de dix millions de pesos, un montant record à l'époque qui permettra au club argentin d'agrandir le stade El Monumental. Pour autant le club de Buenos Aires ne se remettra pas sportivement de ce départ et devra attendre dix-huit ans pour remporter de nouveau le championnat). Le même été, deux compères de Sívori en équipe nationale, Angelillo et Maschio, sont respectivement recrutés par l'Inter Milan et le Bologne FC.
Au début des années 1950, le club turinois ne réussit plus à s'imposer à la tête du football italien, au profit des deux clubs milanais, plus particulièrement de l'AC Milan avec leur trio suédois d'attaque du « Gre-No-Li ».
Il joue son premier match sous les couleurs de la Vieille Dame le 8 septembre 1957 lors d'un succès 3-2 sur l'Hellas Vérone en championnat (il inscrit le second des trois buts turinois). Sívori s'impose dès ses débuts au club et lui redonne ses lettres de noblesse. Aux côtés du gallois John Charles fraichement débarqué au club et de l'expérimenté Giampiero Boniperti, Sívori forme vite un redoutable trio qui fut surnommé le
« Trio magique » (ou Trio Boniperti-Charles-Sivori) et qui imposa vite sa domination en championnat et en coupe d'Italie, marquant buts sur buts.
Ce Trio Magico, qui permet à la Juve de remporter son dixième scudetto (synonyme d'une étoile sur le maillot) dès la saison 1957-1958, six ans après le dernier succès du club. Le 24 septembre 1958, il devient le premier buteur bianconero de l'histoire de la C1 (et d'une compétition européenne depuis la création de l'UEFA), avec son but à la 2e minute du match des 16e-de-finale de la Coupe des clubs champions européens 1958-59 contre les autrichiens du Wiener Sport-Club (victoire 3-1). La Juventus s'impose comme le meilleur club italien du moment, remportant deux coupes d'Italie (en 1959 et 1960, période durant laquelle il retrouve au club son ancien entraîneur en Argentine Renato Cesarini) et deux nouveaux championnats (en 1960 et 1961).
Cette dernière année, le 12 décembre 1961, Omar Sívori devient le premier joueur de la Juve et de la Serie A, ainsi que le premier italien, à être élu Ballon d'or, récompense réservée au meilleur joueur d'Europe, une première pour un joueur italien (après avoir fini 9e en 1960). Mais 1961 voit aussi la retraite de Boniperti et le retour de John Charles en Grande-Bretagne, à Leeds United FC.
À la Juventus, la disparition du trio magique se fait lourdement ressentir. Bien qu'il soit toujours capable d'exploit (son talent est à nouveau récompensé avec une 11e place au ballon d'or 1962, une 13e place en 1963 puis une 19e place en 1964, Sívori restant une des valeurs sûres continentales), comme lorsqu'il marque le seul but du match remporté par les bianconeri sur le terrain du Real Madrid en quart de finale de la coupe des clubs champions européens 1961-1962 (les Italiens étant finalement éliminé en match d'appui), Sívori ne remporte dès lors plus de nouveau trophée à Turin, jusqu'à son départ du club.
En janvier 1963, Sívori figure sur la première page de couverture du mensuel Hurrà Juventus (vendu 100 lires et entièrement destiné au club), qui fait sa réapparition après plus de 30 ans d'absence.
Il quitte le club à la fin de la saison 1964-65, départ provoqué par des dissensions et des problèmes avec l'entraîneur paraguayen Heriberto Herrera et son système de jeu dit du movimiento, très différent de ce qu'avait connu Sívori auparavant.
En 259 matchs toutes compétitions confondues avec la Juve, l'attaquant que l'on surnommait « El Cabezón » (en français le têtu ou l'entêté) a marqué 174 buts.

#### Naples
Sívori signe alors au SSC Napoli, de retour en Serie A. Le club napolitain, qui peut compter sur des jeunes comme Dino Zoff et José Altafini, termine sa première saison à une inattendue troisième place du championnat, égalant la meilleure performance de son histoire, et remporte la coupe des Alpes. Quatrième l'année suivante, Napoli termine à la seconde place en 1968 derrière le Milan AC. Sívori joue le dernier match de sa carrière face à la Juventus, au cours duquel il est expulsé pour une brutalité sur Erminio Favalli qui lui vaut six matchs de suspension.
Il quitte ensuite le pays d'origine de sa famille, l'Italie, pour retourner sur ses terres natales, l'Argentine.

#### Sélection

##### Argentine

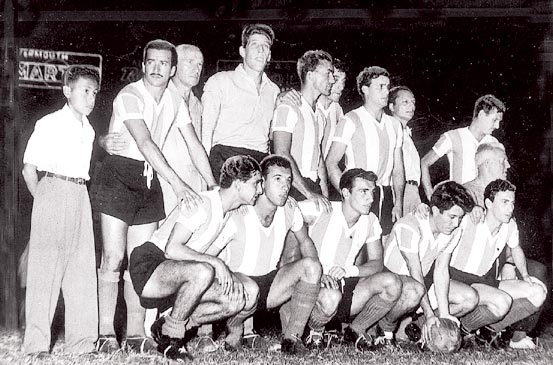
Sívori avec l'équipe d'Argentine en 1957

Sélectionné en équipe d'Argentine à partir de 1956, il forme avec Humberto Maschio, Antonio Angelillo et Oreste Corbatta une ligne d'attaque redoutable (surnommé "Les anges avec les visages sales", en espagnol: Los Ángeles de la Cara Sucia), qui permet à l'Albiceste de remporter la Copa América de 1957 organisée par le Pérou, en écrasant notamment la Colombie 8-2 et les rivaux brésiliens 3-0.
Mais à l'été 1957, Sívori décide de partir jouer en Italie, à la suite de quoi il est exclu de l'équipe argentine à 21 ans et après 18 sélections.

##### Italie
D'origine italienne (oriundo), Sívori est naturalisé italien en 1961 et dès lors sélectionné en équipe d'Italie quelques mois avant la coupe du monde de 1962 organisée au Chili, pour laquelle il est sélectionné. Après un premier match nul face à l'Allemagne, il ne dispute pas le match perdu face au pays organisateur (0-2). La victoire face à la Suisse au troisième match n'empêche pas l'élimination des Italiens au premier tour. C'est son dernier match avec les azzurri, pour lesquels il a marqué huit buts en neuf sélections.

### Entraîneur
À la suite de sa retraite sportive en 1969, il devient entraîneur en Argentine, notamment de Rosario Central, Club Atlético River Plate, Estudiantes de La Plata, le Racing Club, Vélez Sarsfield. De 1972 à 1973, il est sélectionneur de l'équipe nationale argentine lors des éliminatoires de la coupe du monde de 1974. Il devient par la suite recruteur pour la Juventus en Amérique du Sud, puis en 1993-1994 chroniqueur pour le quotidien de Buenos Aires Clarín.
Il meurt chez lui d'un cancer du pancréas le 17 février 2005 dans sa ville natale, à 69 ans. Il laisse alors derrière lui sa femme Maria Elena Casas et ses deux enfants: Néstor, Miriam. Humberto son troisième enfant étant mort à l'âge de 15 ans en juin 1978 d'une tumeur.

## Carrière de joueur

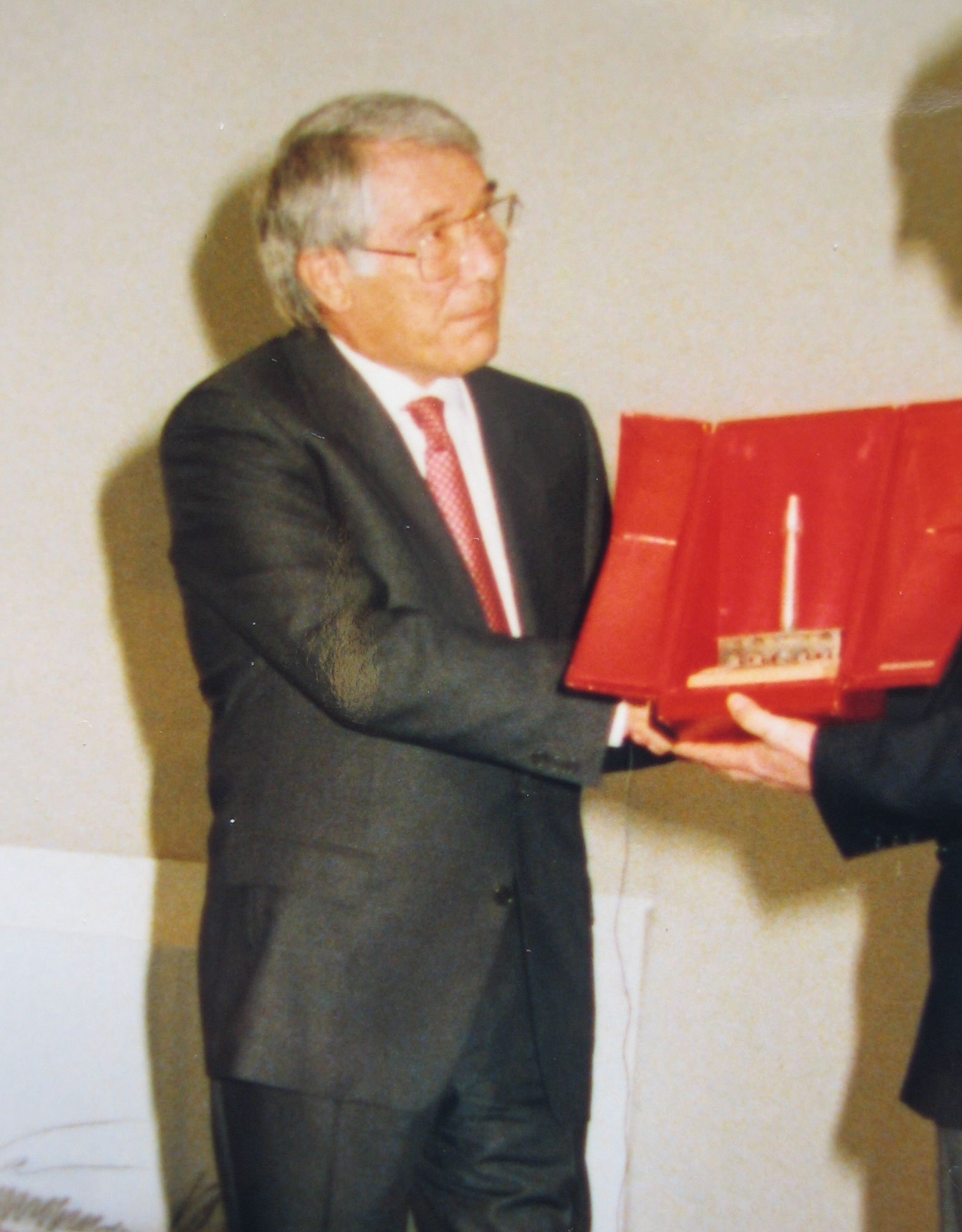
Omar Sívori

- 1952 - 1957 : River Plate ( Argentine)
- 1957 - 1965 : Juventus ( Italie)
- 1965 - 1969 : SSC Naples ( Italie)

## Palmarès

### En club
| River Plate - Championnat d'Argentine (3) : - Champion : 1955, 1956 et 1957. |  | Juventus - Championnat d'Italie (3) : - Champion : 1957-58, 1959-60 et 1960-61. - Vice-champion : 1962-63. - Meilleur buteur : 1959-60 (28 buts). - Coupe d'Italie (3) : - Vainqueur : 1958-59, 1959-60 et 1964-65. - Coupe des Alpes (1) : - Vainqueur : 1963. - Coupe des villes de foires : - Finaliste : 1964-65. |  | Naples - Coupe des Alpes (1) : - Vainqueur : 1966. |

### En sélection
Argentine
- Copa América (1) :
  - Vainqueur : 1957.

### Distinctions individuelles
Titre
- Ballon d'or : 1961

Sélection
- 19 sélections pour 9 buts avec l'Argentine
- 9 sélections pour 8 buts avec l'Italie

## Filmographie
- 1965 : Idoli controluce d'Enzo Battaglia : lui-même
- 1970 : Il presidente del Borgorosso Football Club de Luigi Filippo D'Amico : lui-même